# Merja Rantamäki
Merja Rantamäki (Alajärvi, 14 febbraio 1957) è una cantante finlandese di genere Schlager.

## Discografia
- Mä mistä löytäisin sen laulun (1976)
- Tyttö maalta (1978)
- Parhaalle ystävälle (1979)
- Luonnonluoma (1980)
- Uudelleen jos sinut kohtaisin (1988)
- Paljon sanomatta jää (1991)
- Rakasta kärsi ja unhoita (1991)
- Lauluja elämälle (1995)
- Joululauluja (1995)
- Sanoin ja sävelin (1999)
- 20 suosikkia: Mä mistä löytäisin sen laulun (1999)